# Johnny Bacolas
Johnny Bacolas, właśc. Yianni Sotiris Bacolas (ur. 3 marca 1969 w Seattle) – amerykański muzyk greckiego pochodzenia. Ponadto kompozytor, producent muzyczny oraz kamerzysta. Najbardziej znany ze współpracy z zespołami Alice N’ Chains oraz Second Coming.

## Życiorys
Johnny Bacolas urodził się 3 marca 1969 roku w Seattle. W wieku 16 lat wraz z innymi kolegami ze szkoły Shorewood High, w tym z wieloletnim przyjacielem Jamesem Bergstromem, założył grupę muzyczną Sleze. Po przesłuchaniu kilku kandydatów, na miejsce wokalisty został przyjęty Layne Staley, uczeń Meadowdale High School. W roku 1985 występował wraz z grupą Sleze, grając na gitarze. Podczas swoich koncertów, grupa często wykonywała covery takich wykonawców jak Slayer czy Armored Saint. Wkrótce do zespołu dołączył gitarzysta Nick Pollock, i Bacolas zaczął pełnić rolę gitarzysty basowego. Grupa po krótkim okresie zmieniła nazwę na Alice N’ Chains, i występowała głównie w rejonie miasta Seattle. Zespół w roku 1987 nagrał dwa albumy demo, znane pod nazwą Demo #1 oraz Demo #2. Pierwsza płyta została wydana jedynie w limitowanej ilości 100 sztuk. Produkcją zajął się Tim Branom przy współpracy z samym zespołem. Materiał został nagrany w London Bridge Studio w Seattle. Wymienieni podczas nagrań bracia Rick oraz Raj Parashar, w rzeczywistości nie brali udziału w nagraniach. Zamiast nich, grupie w nagraniach pomagał Branom oraz perkusista Peter Barnes. Prace nad nagraniami trwały kilka miesięcy, a całkowity koszt produkcji kosztował grupę 1600 dolarów. Drugi album grupa zarejestrowała w PC Ring w domowym studiu nagraniowym, zajmując się jednocześnie produkcją albumu. W tym samym roku zespół się rozpadł, a Staley dołączył do zespołu Jerry’ego Cantrella - Diamond Lie, który następnie został przekształcony w grupę Alice in Chains.
Mimo rozpadu zespołu, Staley przez cały okres swojej aktywności muzycznej utrzymywał kontakt z Bacolasem. W połowie lat 90. razem dzielili mieszkanie, a w czasach kiedy Staley udzielał się w zespole Mad Season, Bacolas był obecny na wielu spotkaniach z zespołem, w tym z Mike McCreadym oraz Johnem Bakerem Saundersem.
Na początku lat 90., Bergstrom dołączył do zespołu Second Coming. Bacolas dołączył do grupy w 1992 roku. W trakcie swojej działalności muzycznej, grupa nagrała trzy albumy studyjne - L.O.V.Evil (1994), Second Coming (1998) oraz 13 (2003). Bacolas ponadto zajmował się finansowaniem albumów demo. Zanim zespół zyskał popularność, koncertował na przedmieściach Seattle pod nazwą FTA. 9 maja 1998 roku, zespół podpisał kontrakt płytowy z wytwórnią Capitol. Piosenka „The Unknown Rider” skomponowana przez zespół trafiła na ścieżkę dźwiękową do filmu Szósty zmysł. W 2010 roku zespół zawiesił swoją działalność.
W latach 2004–2007 Bacolas skupił się w głównej mierze na pracy producenta muzycznego oraz inżyniera dźwięku. Współpracował między innymi z byłym muzykiem grupy Queensrÿche Kellym Grayem. W roku 2006 Bacolas założył zespół The Crying Spell, który wykonał cover grupy Alice in Chains „Man in the Box” z wokalistą Edem Kowalczykiem podczas koncertu poświęconego pamięci Layne’a Staleya. Rok później, Bacolas wraz z Grayem zrealizował i wyprodukował album pt. Here With Me Now Darina Isaacsa. Prócz produkcji, Bacolas zarejestrował również wszystkie partie gitary basowej na albumie. Na początku 2008 roku, muzyk nawiązał współpracę z producentem Andreą Lonardo Martinim, z którym zajmował się miksowaniem i remiksem utworów. Obaj wspólnie zostali producentami i zajęli się remiksem piosenek z albumu Without My Heart Isaacsa. Bacolas i Martini zajmują się produkowaniem i remiksem do dziś. W 2008 roku obaj zajęli się produkcja piosenki „The Great Big Sleep”, która została wykorzystana w filmie Nocny pociąg z mięsem. W roku 2010 Bacolas rozstał się z grupą The Crying Spell, aby całkowicie móc się skupić na produkcji muzycznej, oraz współpracy z innymi muzykami.

## Dyskografia
Alice N’ Chains
- Demo #1 (1987)
- Demo #2 (1987)

Second Coming
- L.O.V.Evil (1994, Capitol Records)
- Second Coming (1998, Capitol Records)
- 13 (2003, Timestyle Music)

Darin Isaacs
- Here With Me Now (2007)

The Crying Spell
- Through Hell to Heaven

- Yianni Bacolas & Andrea Martini

- The Sin